# 포르투갈 육군
포르투갈 육군(포르투갈어: Exército Português)은 포르투갈의 육군이다. 12세기로 거슬러 올라가는 기원을 가지고 있으며 세계에서 가장 오래된 현역 군대 중 하나이다.
포르투갈 육군은 육군 참모총장(CEME)의 지휘를 받으며, 작전 문제는 육군 참모총장의 하급이고, 기타 모든 문제는 국방부 직속 하급자이다. 육군 참모총장은 육군에서 장군(4성 계급) 계급을 가진 유일한 장교이다.
현재 포르투갈 육군은 직업군인(장교 및 부사관)과 자원봉사자(장교, 부사관 및 사병)로 구성된 전적으로 전문적인 군대이다. 1990년대 초까지 징집병은 육군 인력의 대부분을 차지했으며, 직업 장교와 부사관이 훈련을 담당했다. 그러나 징병제는 1990년대 중반부터 점진적으로 축소되다가 2004년 최종적으로 공식적으로 폐지되었다.
2014년 기준으로 포르투갈 육군은 5,667명의 직업군인과 10,444명의 자원봉사자를 고용했으며, 이는 총 16,111명의 군인을 의미한다. 전체 군인 중 장교는 2,669명, 부사관은 3,917명, 기타 계급은 9,595명이다. 또한 육군에는 1,897명의 민간인 직원도 포함되었다.

## 같이 보기
- 포르투갈 육군사관학교